# Helwerd
Helwerd – mała wieś w Holandii, w prowincji Groningen, w gminie Eemsmond. 